# Saint-Mard (Seine-et-Marne)
Saint-Mard település Franciaországban, Seine-et-Marne megyében. Lakosainak száma 3853 fő (2022. január 1.). Saint-Mard Rouvres, Dammartin-en-Goële, Juilly, Marchémoret, Montgé-en-Goële és Thieux községekkel határos.

## Népesség
A település népessége az elmúlt években az alábbi módon változott:
| Lakosok száma | 3841 | 3827 | 3867 | 3857 | 3905 | 3875 | 3846 | 3847 | 3853 |
|               | 2013 | 2015 | 2016 | 2017 | 2018 | 2019 | 2020 | 2021 | 2022 |